# Бєляєв Дмитро Васильович
Дмитро Васильович Бєляєв (рос. Дмитрий Васильевич Беляев; 14 жовтня 1996 — 28 вересня 2022, Куп'янськ, Україна) — російський офіцер, старший лейтенант ЗС РФ. Герой Російської Федерації.

## Біографія
Закінчив Смоленську середню загальноосвітню школу №33. В 2014 році вступив в ЗС РФ. В 2019 році закінчив факультет зенітно-ракетних комплексів Військової академії військової ППО, після чого служив командиром зенітно-ракетного взводу. Учасник вторгнення в Україну. Загинув у бою. Похований на Селіфоновському цвинтарі під Смоленськом.

## Нагороди
- Медаль «За участь у військовому параді в День Перемоги»
- Звання «Герой Російської Федерації» (15 червня 2023, посмертно) — «за мужність і героїзм, проявлені під час виконання військового обов'язку.» 30 червня медаль «Золота зірка» була передана рідним Бєляєва.